# Omocrates cylindricus
Omocrates cylindricus är en skalbaggsart som beskrevs av Hermann Burmeister 1844. Omocrates cylindricus ingår i släktet Omocrates och familjen Melolonthidae. Inga underarter finns listade i Catalogue of Life.